# Елышево (Татарстан)
Елышево — деревня в Сабинском районе Татарстана. Входит в состав Нижнешитцинского сельского поселения.

## География
Находится на реке Мёша, в 20 км к югу от посёлка городского типа Богатые Сабы.

## История
В окрестностях деревни выявлены археологические памятники:
Елышевское местонахождение,
Елышевское селище I,
Елышевское селище II (болгарские памятники золотоордынского времени, периода Казанского ханства и более позднего времени).
Известна с 1697 года как Малая Мёша.
До 1860-х годов жители относились к сословию государственных крестьян. Их основные занятия в этот период — земледелие и разведение скота, были распространены портняжный и валяльный промыслы.
Деревня приобрела известность в XIX веке тем, что в 1865—1866 годах практически полностью перешла из православия в ислам.
По сведениям переписи 1897 года, в селе Елышево Мамадышского уезда Казанской губернии жили 548 человек (210 мужчин и 338 женщин), из них 510 мусульман.
В начале XX века в деревне действовали Михаило-Архангельская церковь (построена в 1868 г.), школа Братства святителя Гурия (открыта в 1883 г.), мечеть, водяная мельница, 2 мелочные лавки. В этот период земельный надел сельской общины составлял 1199,5 десятины.
До 1920 года деревня входила в Елышевскую волость Мамадышского уезда Казанской губернии. С 1920 года в составе Мамадышского кантона ТАССР. С 10 августа 1930 года в Сабинском районе.
В 1930 году в деревне был организован колхоз.
В 1931—2014 годах здесь работала начальная школа.

## Население
| 1719 | 1748 | 1782 | 1859 | 1897 | 1908 | 1920 | 1926 | 1938 | 1949 | 1970 | 1979 | 1989 | 2002 | 2010 | 2020 |
| ---- | ---- | ---- | ---- | ---- | ---- | ---- | ---- | ---- | ---- | ---- | ---- | ---- | ---- | ---- | ---- |
| 48   | 124  | 141  | 480  | 548  | 808  | 673  | 639  | 398  | 320  | 259  | 339  | 102  | 97   | 94   | 71   |

Национальный состав села — татары.

## Экономика
В деревне действуют 2 крестьянских (фермерских) хозяйства (овцеводство, коневодство).
Жители занимаются преимущественно растениеводством и животноводством.

## Инфраструктура
В деревне действуют дом культуры (с 1937 г.), фельдшерско-акушерский пункт (с 1959 г.).

## Религия
Мечеть «Ибрахим» (с 2020 г.).